# Leptogaster intima
Leptogaster intima är en tvåvingeart som beskrevs av Samuel Wendell Williston  1901. Leptogaster intima ingår i släktet Leptogaster och familjen rovflugor. Inga underarter finns listade i Catalogue of Life.